# Norbert Miller
Norbert Miller (* 14. Mai 1937 in München) ist ein deutscher Literatur- und Kunstwissenschaftler. Er war seit 1973 Professor für Literaturwissenschaft an der Technischen Universität Berlin und wurde 2006 emeritiert.

## Leben
Miller ist in Berlin, Wien und München aufgewachsen. Er studierte von 1956 bis 1962 in Frankfurt am Main, München und Berlin Literatur- und Musikwissenschaft sowie Kunstgeschichte. Als Schüler Kurt Mays kam er um 1958 in Frankfurt mit Walter Höllerer in Kontakt (damals Assistent Mays), der sein Lehrer und Freund wurde. Miller wurde 1962 Höllerers Assistent an der Technischen Universität Berlin. Er wurde 1967 an der Freien Universität Berlin mit Untersuchungen zum empfindsamen Erzähler an den Romananfängen des 18. Jahrhunderts promoviert. Ab 1973 hatte Miller ein Ordinariat für Vergleichende Literaturwissenschaft an der TU Berlin inne. Er war bis 2004 geschäftsführender Direktor des dortigen Instituts.
Miller ist bis heute Herausgeber der Zeitschrift Sprache im technischen Zeitalter, deren Redakteur er seit Bestehen der Zeitschrift bis 1973 auch war, und gründete zusammen mit Walter Höllerer das Literarische Colloquium Berlin. Er lebt in Berlin-Schlachtensee.

## Wirken
Zu den Forschungsschwerpunkten Millers zählen die europäische Literatur, Kunst und Musik des 18. bis 20. Jahrhunderts. Insbesondere die Debatten des europäischen Klassizismus zwischen Winckelmann und Byron hat er in zahlreichen Aufsätzen und Büchern immer wieder beforscht, wobei die ästhetischen Transferprozesse zwischen den Künsten im Mittelpunkt seiner Darstellungen stehen. Als Kunstwissenschaftler haben ihn die antiklassizistischen Tendenzen in der europäischen Kunst seit der Aufklärung fasziniert, ihnen hat er mit seinen Büchern über Giovanni Battista Piranesi (1978), Horace Walpole (1986) und William Beckford (2012) gewichtige Monographien gewidmet. Im Zentrum seiner Forschungen zur Musik stehen die Konfigurationen der romantischen Musik, insbesondere im Hinblick auf die Geschichte der Opera seria im 19. Jahrhundert.
Verschiedentlich – so vor allem im Werk über Europäische Romantik in der Musik (1999 / 2007) – arbeitete er mit dem Musikwissenschaftler Carl Dahlhaus zusammen. Er ist Herausgeber der Werke Goethes (Münchener Ausgabe), Jean Pauls, Gérard de Nervals und Marie Luise Kaschnitz’. Darüber hinaus ist er Mitherausgeber der kritischen Ausgabe der Werke Nietzsches.

## Mitgliedschaften
- Deutsche Akademie für Sprache und Dichtung, Darmstadt
- Berlin-Brandenburgische Akademie der Wissenschaften, Berlin
- Akademie der Künste Berlin
- Akademie der Wissenschaften und der Literatur, Mainz[1]
- PEN-Zentrum Deutschland, Darmstadt

## Ehrungen und Auszeichnungen
- 2009: Goldene Goethe-Medaille der Goethe-Gesellschaft Weimar
- 2010: Deutscher Sprachpreis
- 2010: Verdienstkreuz 1. Klasse des Verdienstordens der Bundesrepublik Deutschland[2]
- 2018: Bayerischer Maximiliansorden für Wissenschaft und Kunst

## Werke (Auswahl)
- Der empfindsame Erzähler. Untersuchungen an Romananfängen des 18. Jahrhunderts. Hanser Verlag, München 1968 (Phil. Diss. FU Berlin 1967)
- Archäologie des Traums. Versuch über Giovanni Battista Piranesi. Hanser Verlag, München 1978
- Einführung. In: Paul Heyse. Eine Bibliographie, hrsg. von Werner Martin, Georg Olms Verlag, Hildesheim / New York 1978, S. V-XI.
- Strawberry Hill. Horace Walpole und die Ästhetik der schönen Unregelmäßigkeit. Hanser Verlag, München 1986
- Emanuel Geibel, Paul Heyse und das literarische München zur Zeit Maximilians II. In: „In uns selbst liegt Italien“ – Die Kunst der Deutsch-Römer, hrsg. von Christoph Heilmann, Hirmer Verlag, München 1987, S. 29–37.
- Paul Heyse – der Bürger als Dichterfürst. Zur Neuausgabe der sämtlichen Werke. In: Paul Heyse – Gesammelte Werke. Reihe III, Band 5, Nachdruck Georg Olms Verlag, Hildesheim / Zürich / New York 1991, S. 777–817.
- Mit Carl Dahlhaus: Europäische Romantik in der Musik. Zwei Bände. Metzler, Stuttgart 1999/2007.
- Der Wanderer. Goethe in Italien. Hanser Verlag, München 2002, ISBN 978-3-4461-9876-0
- Die ungeheure Gewalt der Musik. Goethe und seine Komponisten. Hanser Verlag, München 2009, ISBN 978-3-4462-3299-0
- Fonthill Abbey. Die dunkle Welt des William Beckford. Hanser Verlag, München 2012, ISBN 978-3-446-23871-8
- Marblemania. Kavaliersreisen und der römische Antikenhandel. Deutscher Kunstverlag, München 2018, ISBN 978-3-422-07443-9.
- Die künstlichen Paradiese. Literarische Schöpfung aus Traum, Phantasie und Droge. Wallstein Verlag, Göttingen 2022, ISBN 978-3-8353-5244-5.[3]

### Beiträge in Zeitschriften
- Die Rolle des Zitierens, in: Sprache im technischen Zeitalter, Nr. 2 (1962), Seite 164–169.